# 2005년 런던 폭탄 테러
2005년 런던 폭탄 테러 또는 7.7 테러는 2005년 7월 7일에 러시아워 시간에 영국 런던의 대중 교통에서 이슬람 테러리스트들이 일으킨 4건의 연쇄 자살 폭탄 테러 사건을 말한다.
오전 9시 전에 3명의 테러범이 각각 도시 여러 군데의 런던 지하철 열차에서 아세톤 퍼옥사이드로 만든 수제 급조폭발물을 터뜨렸고, 약 1시간 뒤 4번째 테러범이 태비스톡 광장의 버스에서 폭탄을 터뜨렸다. 4명의 테러범을 포함 56명의 사람이 죽고 784명이 부상을 당했다. 사건이 일어나고 2주만인 7월 21일에도 4건의 폭탄 테러 시도가 있었지만 실패로 돌아갔다.

## 개요

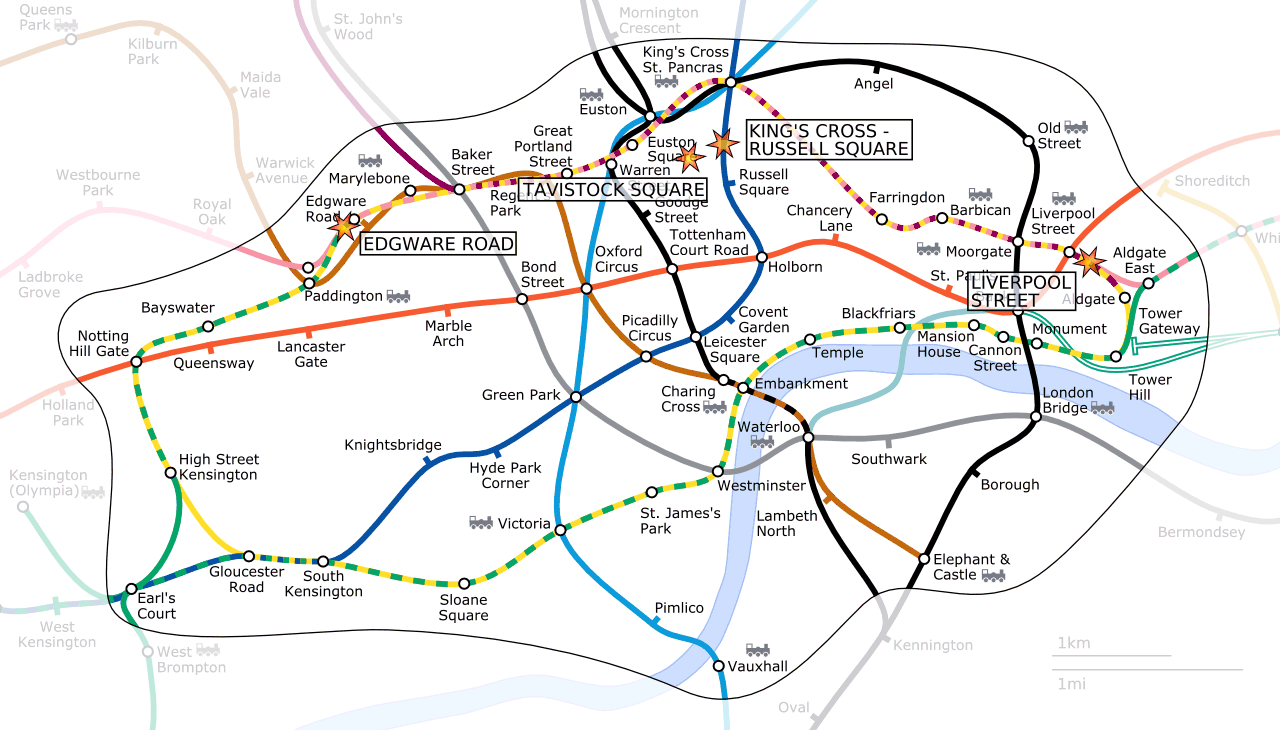
런던 지하철 노선도에서 폭탄 테러가 발생한 지점

오전 8시 50분과 9시 47분까지 모두 네 군데에서 폭탄이 터졌다. 먼저 8시 49분에 리버풀가 역에서 알드게이트 역 방면으로 가던 서클 선 열차가 출발한지 약 8분 후에서 폭탄이 터졌다. 그 다음으로 에드궤어 로드 역에서 출발한 서클 선 열차가 8분만에 폭발했다. 이후 킹스 크로스 세인트 판크라스 역에서 출발한 피카딜리 선 열차가 1분만에 터널 안에서 폭발했다.
이어 한 시간 후에는 타비스톡 광장에서 지하철 운행 중단으로 승객들이 탑승한 2층 버스가 폭발하는 사고가 발생하였다.
사건 전날, 2012년 하계 올림픽이 런던에서 개최가 확정이 되었고, 그 무렵에 G8 정상회담이 스코틀랜드에서 열려 많은 사람들이 런던에서 발생한 테러 사건에 대해 큰 충격에 빠졌다.

## 범인
폭탄 테러를 시행한 4명 중 3명은 파키스탄계 영국인이었으며 1명은 자메이카 출신 이슬람 개종자인 저메인 린지(Germaine Lindsay)였다. 테러범들은 범행을 예고하는 비디오테이프를 만들어 두었다. 영상에서는 자신들을 이슬람의 전사로 표현하고 알카에다의 수장 오사마 빈 라덴 등을 "오늘날의 영웅"이라고 언급하며 영국과 서방세력이 이슬람주의자들을 탄압하고 있다는 것을 범행의 이유로 들었다.
특히 자메이카 출신의 저메인 린지는 이라크전 반대 시위에서 만난 서맨사 루스웨이트(Samantha Lewthwaite)와 2002년 결혼한 것으로 밝혀졌다. 루스웨이트는 영국 출신이지만 스스로 이슬람으로 개종한 여성으로, 본인도 이슬람 테러조직과 연관된 인물로 알려졌다.